# دنیس استینات
دنیس استینات (انگلیسی: Denis Stinat؛ زادهٔ ۱۸ ژوئیهٔ ۱۹۸۳) بازیکن فوتبال اهل فرانسه است.
از باشگاه‌هایی که در آن بازی کرده‌است می‌توان به باشگاه فوتبال استاد برستوا ۲۹، باشگاه فوتبال نانت، و باشگاه فوتبال دیژون اشاره کرد.